# Paul Hellerman
Paul Hellerman ist ein US-amerikanischer Filmproduzent.

## Leben
Paul Hellerman begann seine Karriere als Bühnenmanager für Off-Broadway-Theater. Sein erster Film Endeavor war ein Kurzfilm, den er mit dem American Film Institute produzierte. Das Vietnamkrieg-Drama The Silence wurde 1983 für einen Oscar nominiert.
Hellerman arbeitete in den 1980er Jahren für TAT Film Productions. Nach dem Verlassen des Unternehmens startete er seine Produktions-Management-Karriere in den 1990er Jahren mit Gus Van Sants My Private Idaho für New Line Cinema, und Quentin Tarantinos Reservoir Dogs – Wilde Hunde und Pulp Fiction unter anderem unabhängige Projekte für Miramax Films.
Hellerman erhielt im Jahr 2003 einen Emmy Award und einen Peabody Award für den Showtime-Film Bang, Bang, Du bist tot.

## Filmografie
- 1982: The Silence
- 1984: Euer Weg führt durch die Hölle
- 1985: Red Heat – Unschuld hinter Gittern (Red Heat)
- 1993: Philadelphia Experiment II
- 1995: Four Rooms
- 1995: Straße der Rache (White Man's Burden)
- 1996: From Dusk Till Dawn
- 1997: Jackie Brown
- 1999: Tötet Mrs. Tingle! (Teaching Mrs. Tingle)
- 2001: The Mexican
- 2002: Bang, Bang, Du bist tot (Bang, Bang, You’re Dead)
- 2002: Haunted (Fernsehserie, Folge 1x01)
- 2006: Alibi – Ihr kleines schmutziges Geheimnis ist bei uns sicher (The Alibi)
- 2009: Powder Blue
- 2010: Amexica
- 2011: Honey 2 – Lass keinen Move aus (Honey 2)
- 2013: Gimme Shelter